# Maltby (Yorkshire du Sud)
Pour les articles homonymes, voir Maltby.
Maltby est une ville du Yorkshire du Sud en Angleterre, située dans le district de Rotherham, à 20 kilomètres de Sheffield. Sa population était de 17 980 habitants en 2001. Dans Domesday Book de 1086, il a été énuméré comme Maltebi.